# Лоусаме
Лоусаме (гал. Lousame, ісп. Lousame) — муніципалітет в Іспанії, у складі автономної спільноти Галісія, у провінції Ла-Корунья. Населення — 3687 осіб (2009).
Муніципалітет розташований на відстані близько 504 км на північний захід від Мадрида, 75 км на південний захід від Ла-Коруньї.
Муніципалітет складається з таких паррокій: Камбоньйо, Фруїме, Лесенде, Лоусаме, Тальяра, Тошос-Оутос, Вілакова.

## Географія
Через муніципалітет протікає річка Тамбре.

## Демографія
Динаміка населення (INE ):

## Галерея зображень

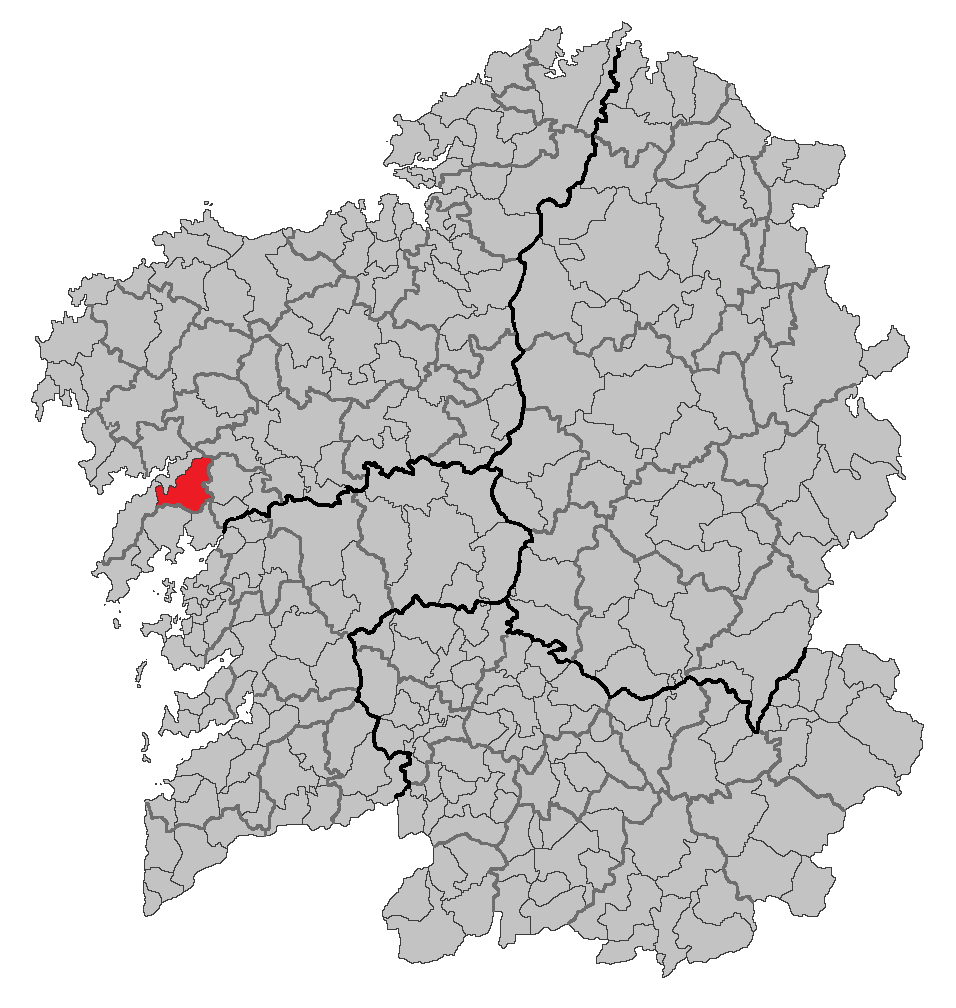
Розташування муніципалітету
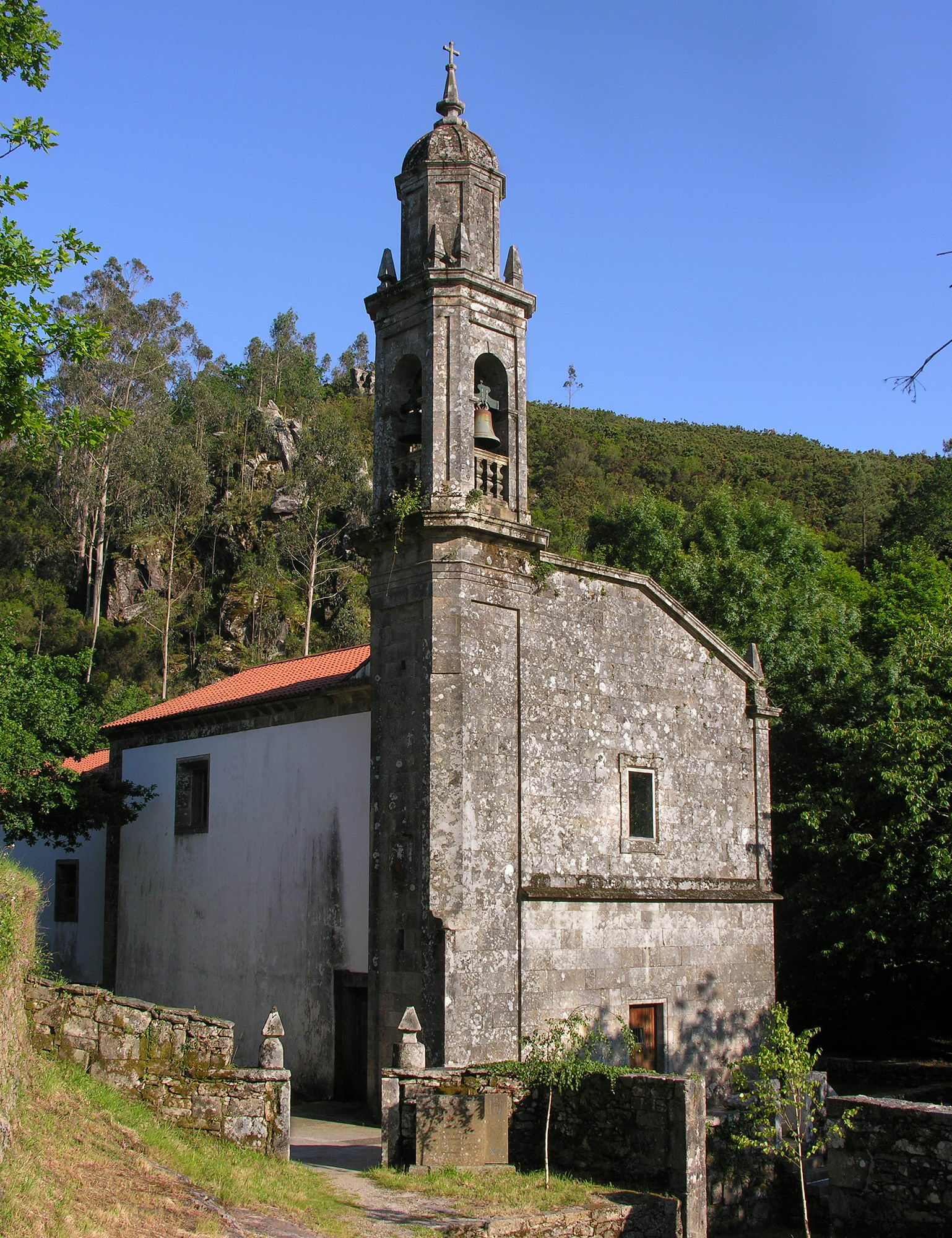
Церква Сан-Шусто
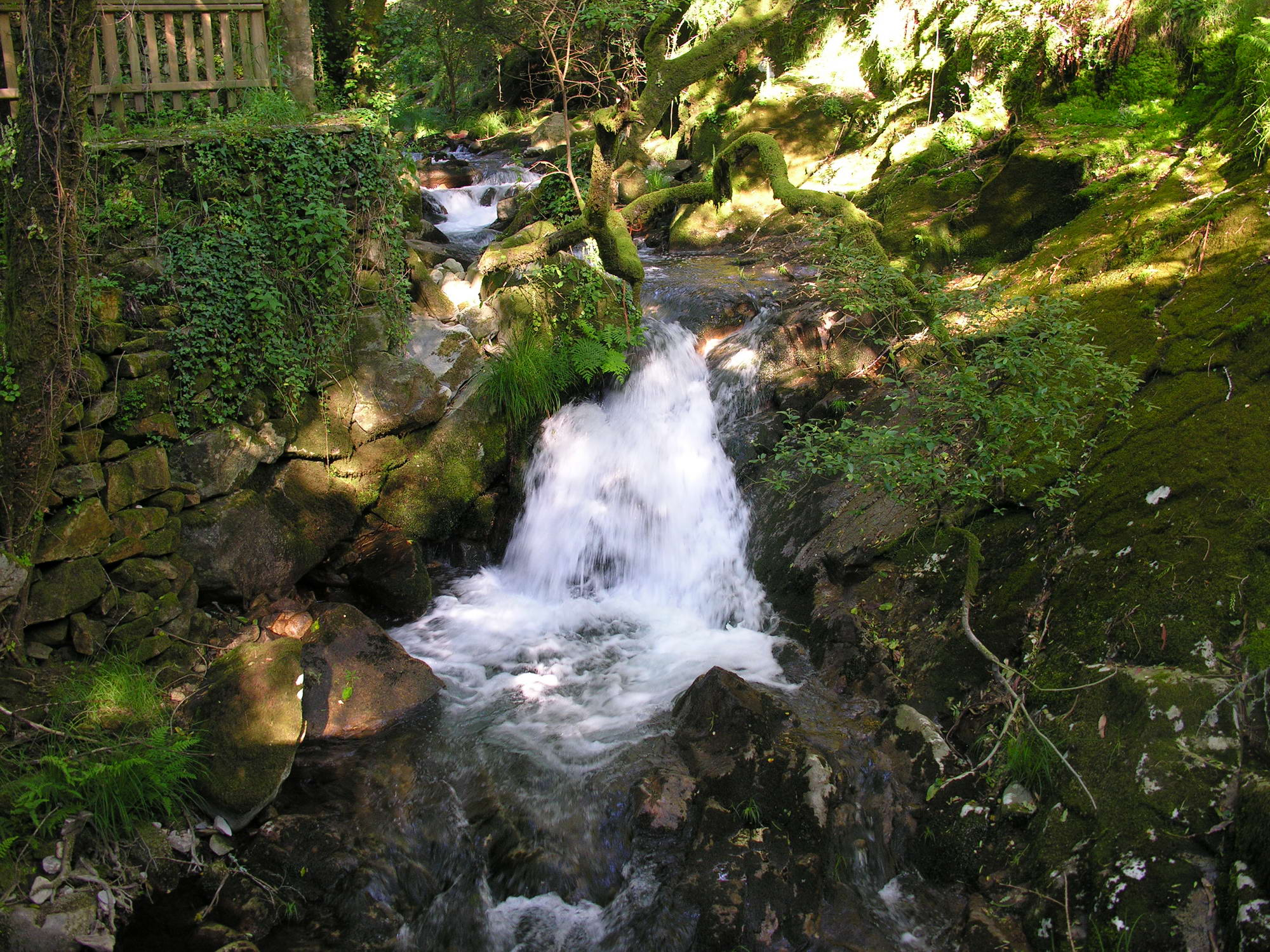
Річка Сан-Шусто